# Монтескальйозо
Монтескальйозо (італ. Montescaglioso) — муніципалітет в Італії, у регіоні Базиліката,  провінція Матера.
Монтескальйозо розташоване на відстані близько 380 км на південний схід від Рима, 75 км на схід від Потенци, 15 км на південний схід від Матери.
Населення — 10 021 особа (2014).

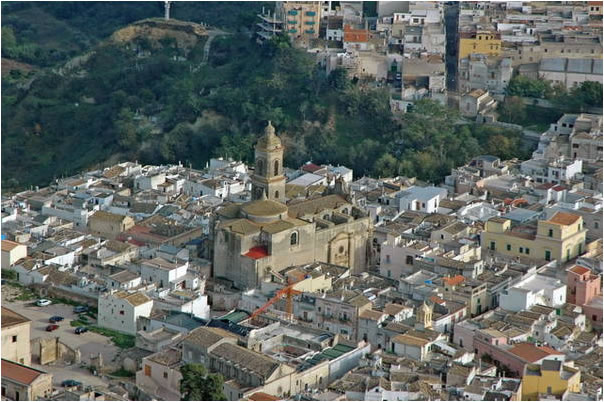

Щорічний фестиваль відбувається 20 серпня. Покровитель — святий Рох.

## Демографія
Населення за роками:

Станом на 1 січня 2023 року в муніципалітеті офіційно проживало 597 іноземців з 44 країн, серед них 166 громадян країн Євросоюзу та 6 громадян України.

## Клімат
| MONTESCAGLIOSO   | Місяці | Місяці | Місяці | Місяці | Місяці | Місяці | Місяці | Місяці | Місяці | Місяці | Місяці | Місяці | Пора | Пора | Пора | Пора | Рік  |
| MONTESCAGLIOSO   | Січ    | Лют    | Бер    | Кві    | Тра    | Чер    | Лип    | Сер    | Вер    | Жов    | Лис    | Гру    | Зим  | Вес  | Літ  | Осі  | Рік  |
| ---------------- | ------ | ------ | ------ | ------ | ------ | ------ | ------ | ------ | ------ | ------ | ------ | ------ | ---- | ---- | ---- | ---- | ---- |
| Темп. макс. (°C) | 9.1    | 10.2   | 12.8   | 17.1   | 21.9   | 27.2   | 30.5   | 31.3   | 26.7   | 20.3   | 15.1   | 11.6   | 10.3 | 17.3 | 29.7 | 20.7 | 19.5 |
| Темп. мін. (°C)  | 2.9    | 2.9    | 5.1    | 8.0    | 11.7   | 15.8   | 18.4   | 19.0   | 16.0   | 11.7   | 8.3    | 5.2    | 3.7  | 8.3  | 17.7 | 12   | 10.4 |

## Сусідні муніципалітети
- Бернальда
- Джиноза
- Матера
- Мільйоніко
- Пістіччі
- Помарико